# Наталія Лакунса
Наталія Лакунса (ісп. Natalia Lacunza; нар. 10 січня Памплона, Іспанія) — іспанська співачка.

## Біографія
Наталія Лакунса народилася 10 січня 1999 року у Памплоні. Займалася музикою з дитячих років. Дядько Наталії був власником театральної компанії, де Лакунса грала другорядні ролі. У підлітковому віці Наталія вивчала гру на гітарі та займалася танцями. Розпочала свою вокальну кар'єру під сценічним ім'ям Еліан Бей (одним з найулюбленіших співаків Лакунси був Джеймс Бей).